# Oreopanax membranaceus
Oreopanax membranaceus är en araliaväxtart som beskrevs av Henry Hurd Rusby. Oreopanax membranaceus ingår i släktet Oreopanax och familjen Araliaceae. Inga underarter finns listade.